# Атабаска (водоспад)
52°39′51″ пн. ш. 117°53′01″ зх. д. / 52.664166666667° пн. ш. 117.88361111111° зх. д.
Водоспад Атабаска в Національному парку Джаспер у верхів'ях річки Атабаска, є відомим через значний об'єм води, що спадає з висоти майже 23 метрів у вузькій ущелині. Є однією з туристичних атракцій парку Джаспер.
Водоспад замикає широку річкову долину Атабаски при її переході через скелястий уступ за 30 км на південь від містечка Джаспер недалеко від траси Айсфілдс Парквей. Кілька рукавів водоспаду обладнані містками, сходами та доріжками; з оглядових майданчиків відкриваються вражаючі картини спадаючої маси води, яка у звуженні річкової долини долає твердий кварцитовий бар'єр. Течія річки Атабаска нижче водоспаду є популярним місцем для сплаву на плотах.

## Галерея

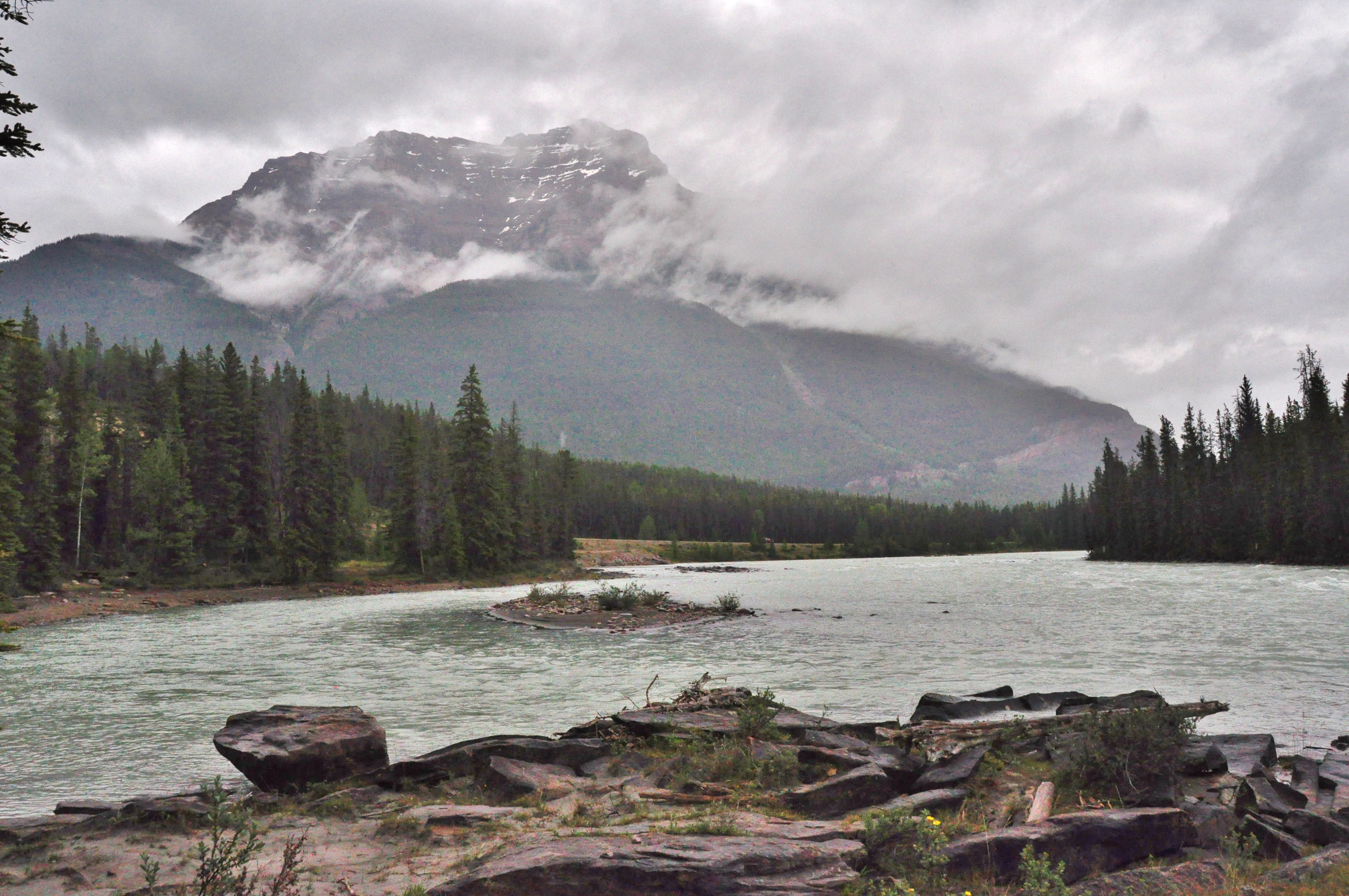
Річка Атабаска вище водоспаду
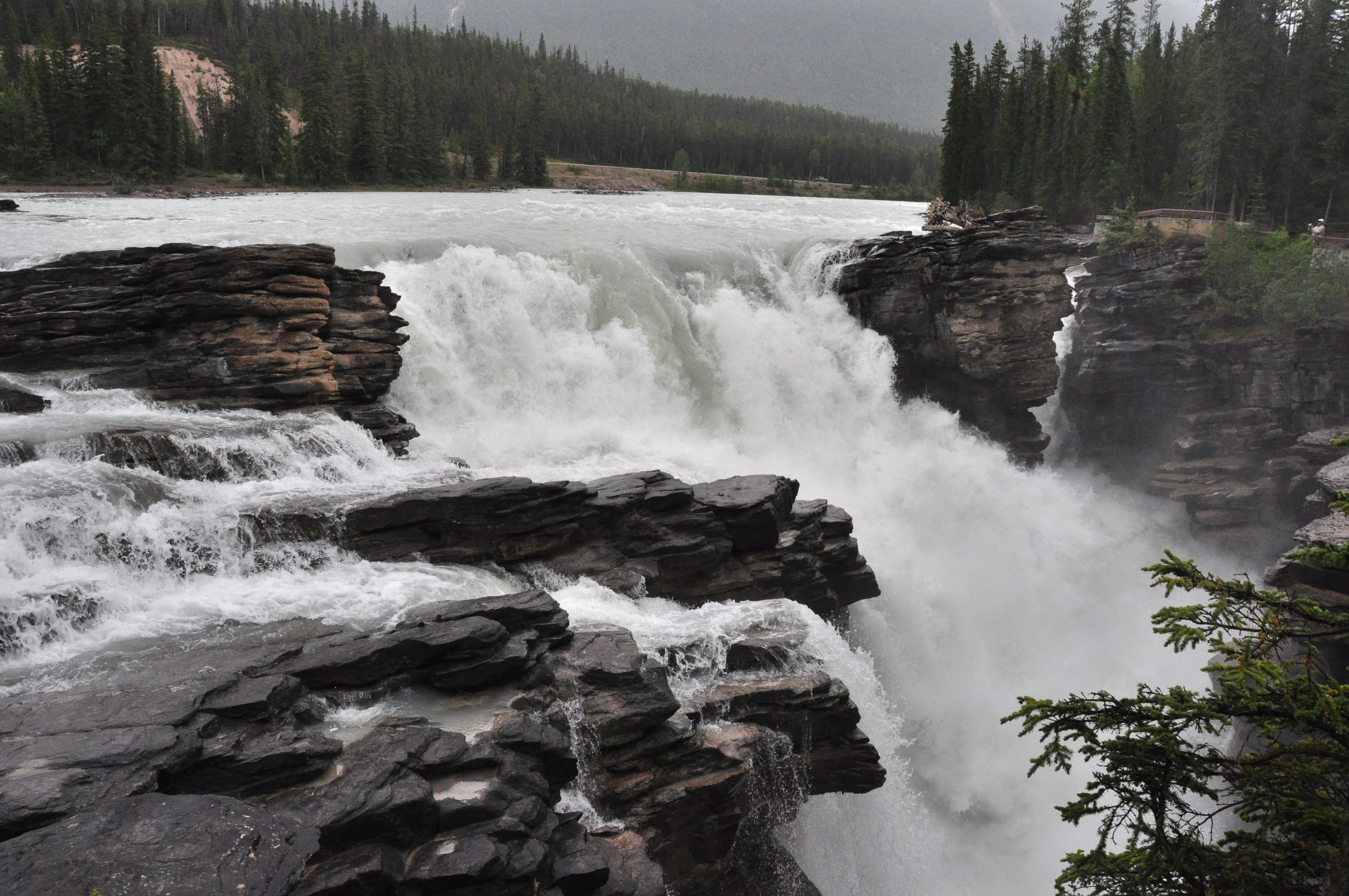
Головне русло водоспаду
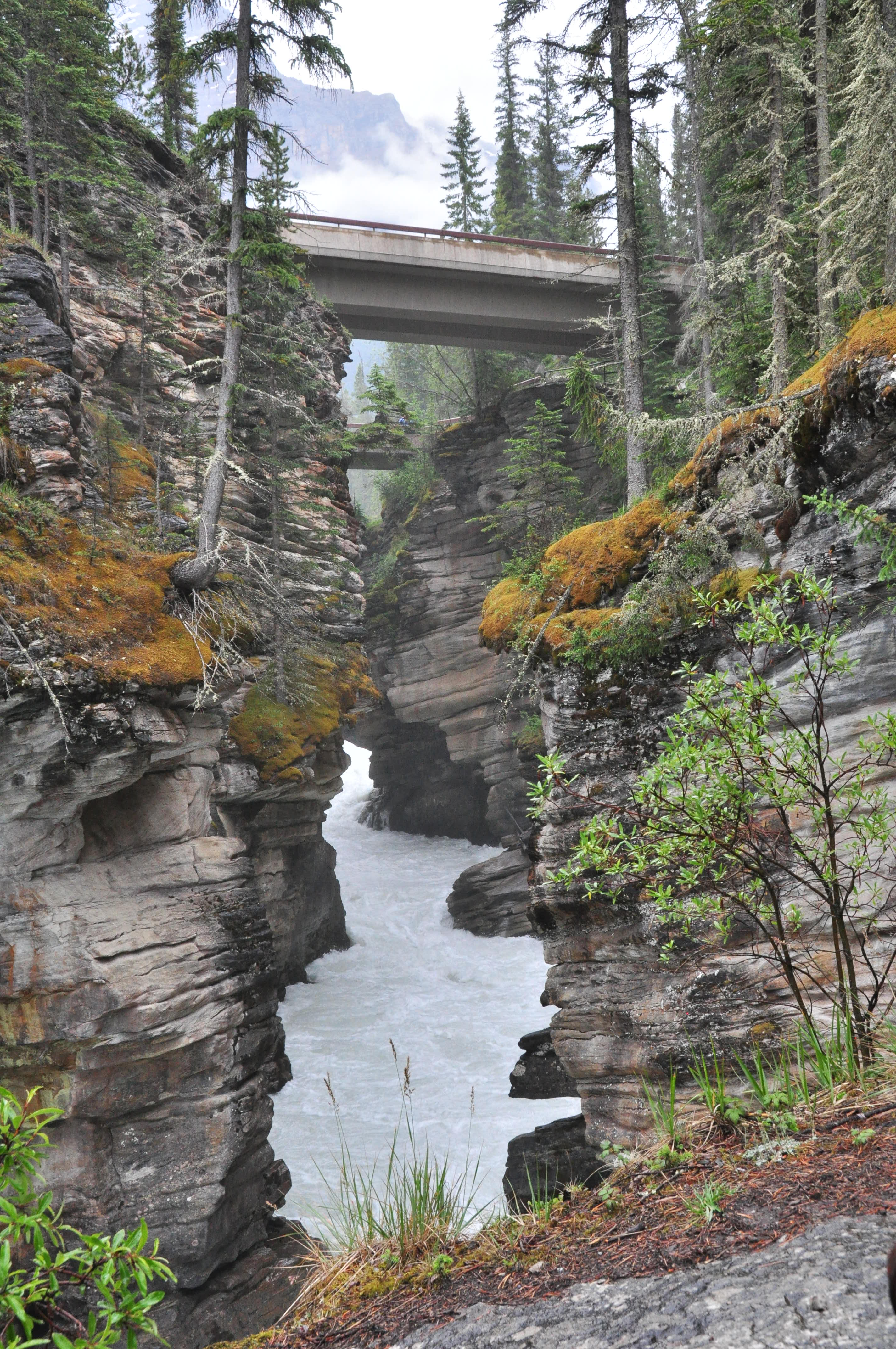
Містки між берегами на водоспаді
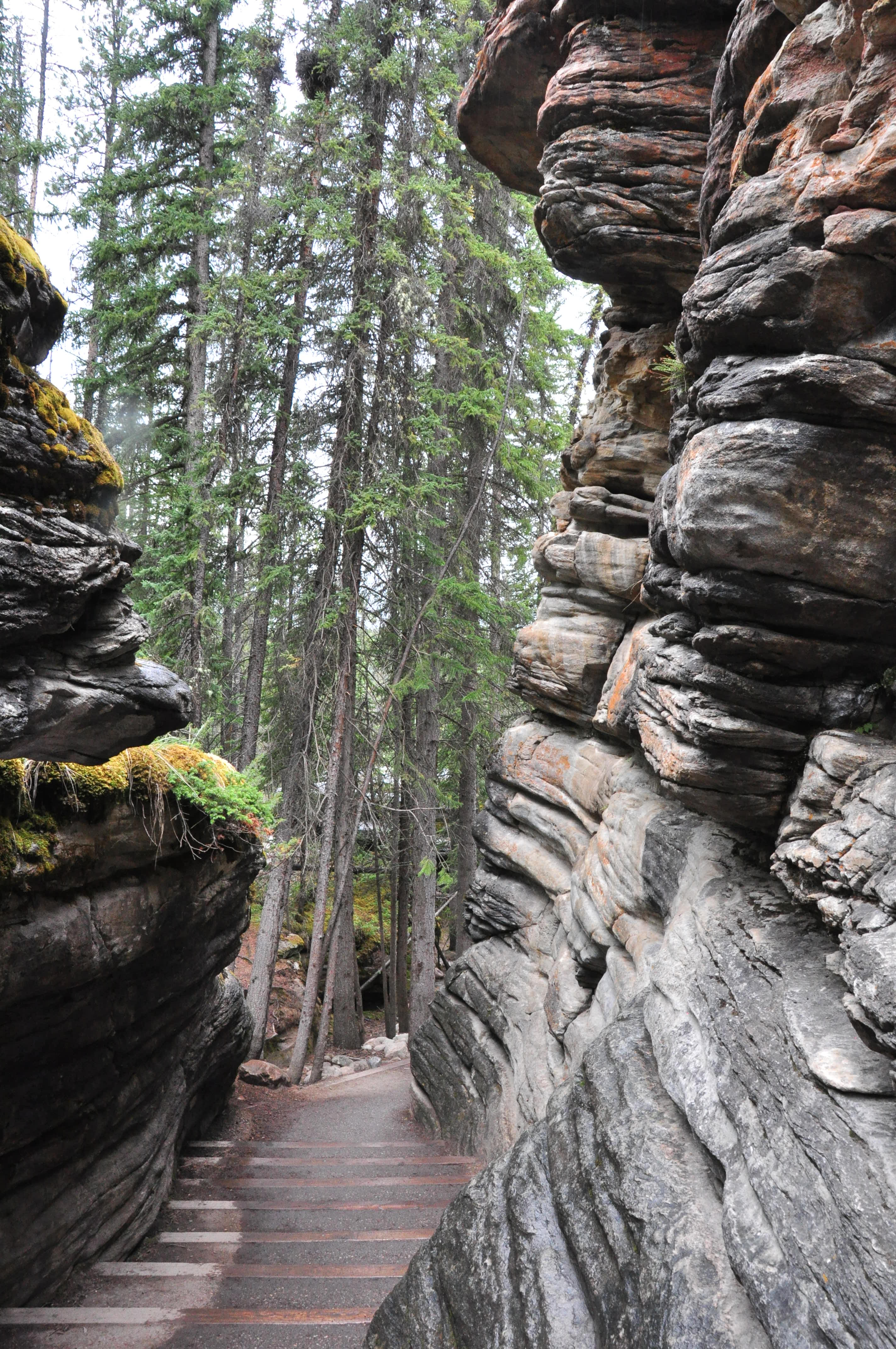
Доріжка між скелями
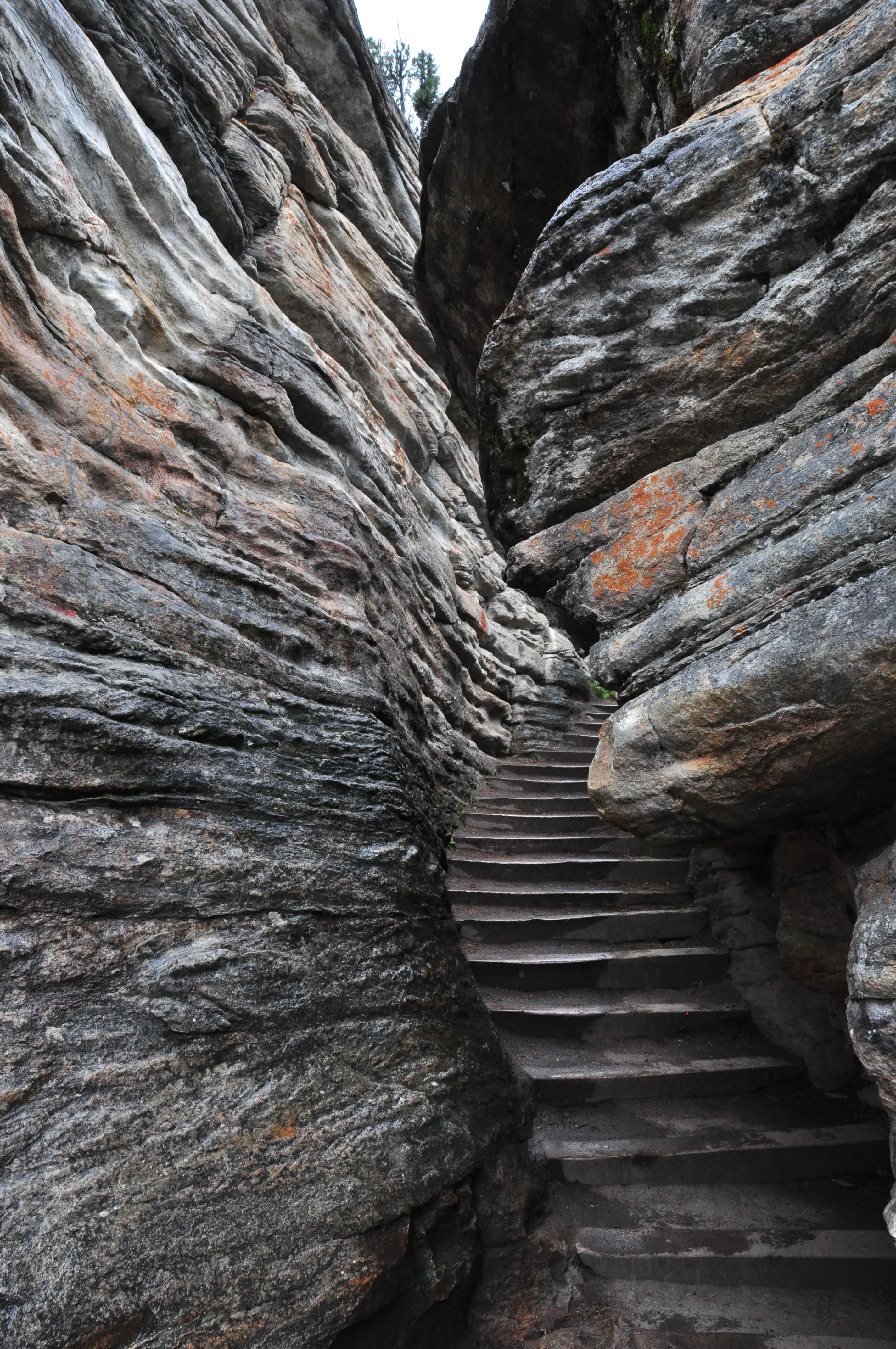
Сходи для відвідувачів водоспаду
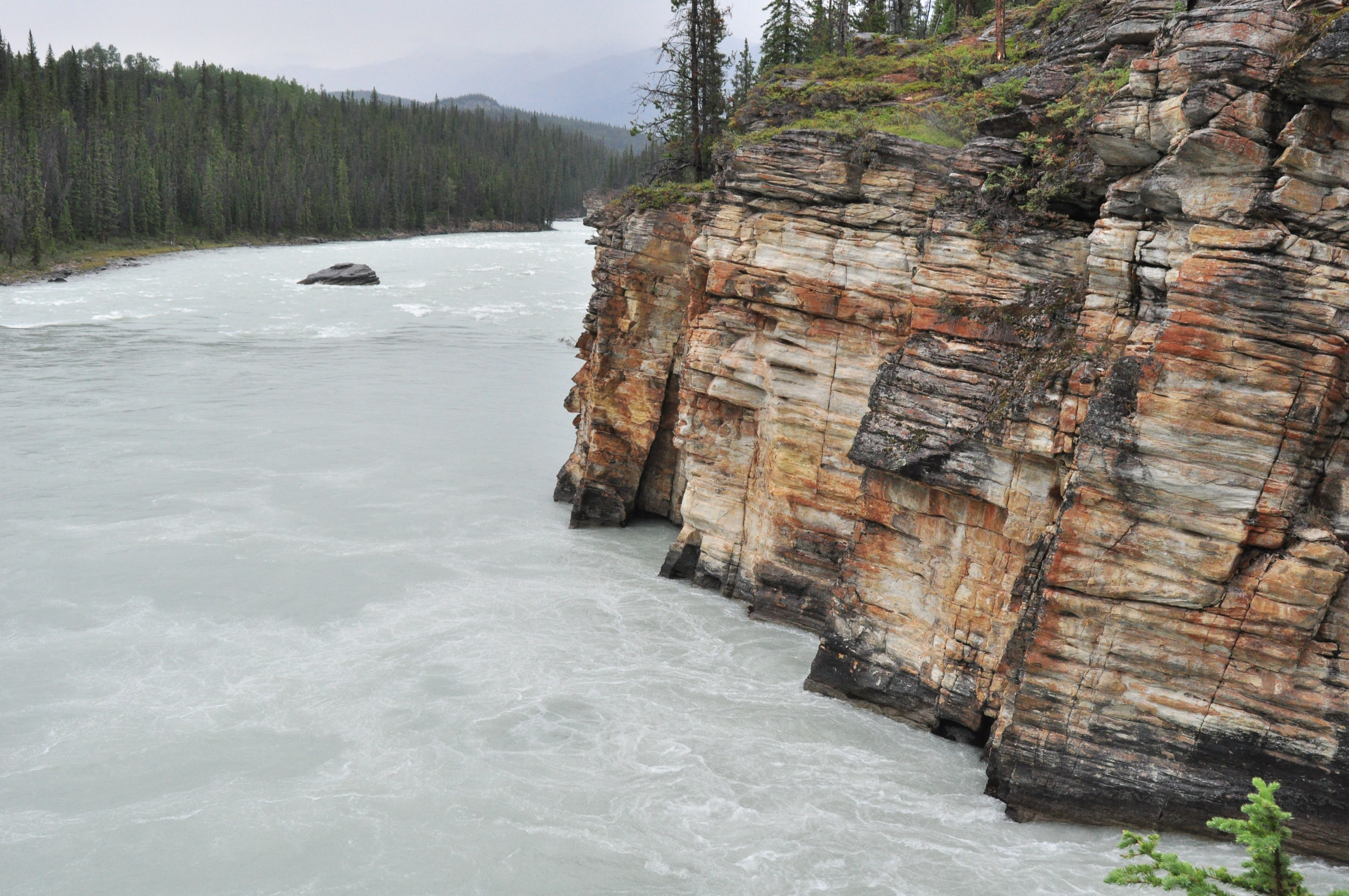
Течія Атабаски нижче водоспаду